# Dungu
Dungu (IPA:ˈduːŋɡuː) è una città ed un Territorio del Congo nella Provincia dell'Haut-Uélé, alla confluenza dei fiumi Dungu e Kibali. Si trova nella savana boscosa.
Dungu ha un ospedale, una scuola per infermieri, una scuola superiore, un internet café, una diga idroelettrica, e una cattedrale - sede della diocesi di Dungu-Doruma.
Nel 2004 la sua popolazione era stimata a più di 23.000.
La principale tribù è quella Azande, e il linguaggio locale è il lingala. Alcuni abitanti parlano un dialetto lingala detto bangala, che contiene parecchie parole d'origine zande, swahili o di altri linguaggi.
Sin dall'inizio degli anni '90, numerosi rifugiati dal Sudan, a causa della Seconda Guerra Civile Sudanese si sono installati a nord di Dungu in due campi profughi, Kaka I e Kaka II.

## La crisi umanitaria del dicembre 2008
Negli ultimi anni, gli abitanti di Dungu e Doruma sono spesso stati vittima dei raid dell'Esercito di Resistenza del Signore ugandese di Joseph Kony, che compie nella regione massacri di civili innocenti, stupri e rapimenti di bambini soldato.
Nel dicembre 2008, un attacco congiunto degli eserciti di Uganda e Congo ha costretto il LRA a disperdersi e a continuare saccheggi e massacri in piccoli gruppi. Ciò ha seminato il panico nella popolazione della regione, che si è rifugiata nelle campagne e nelle città più a sud, come Dungu e Doruma.

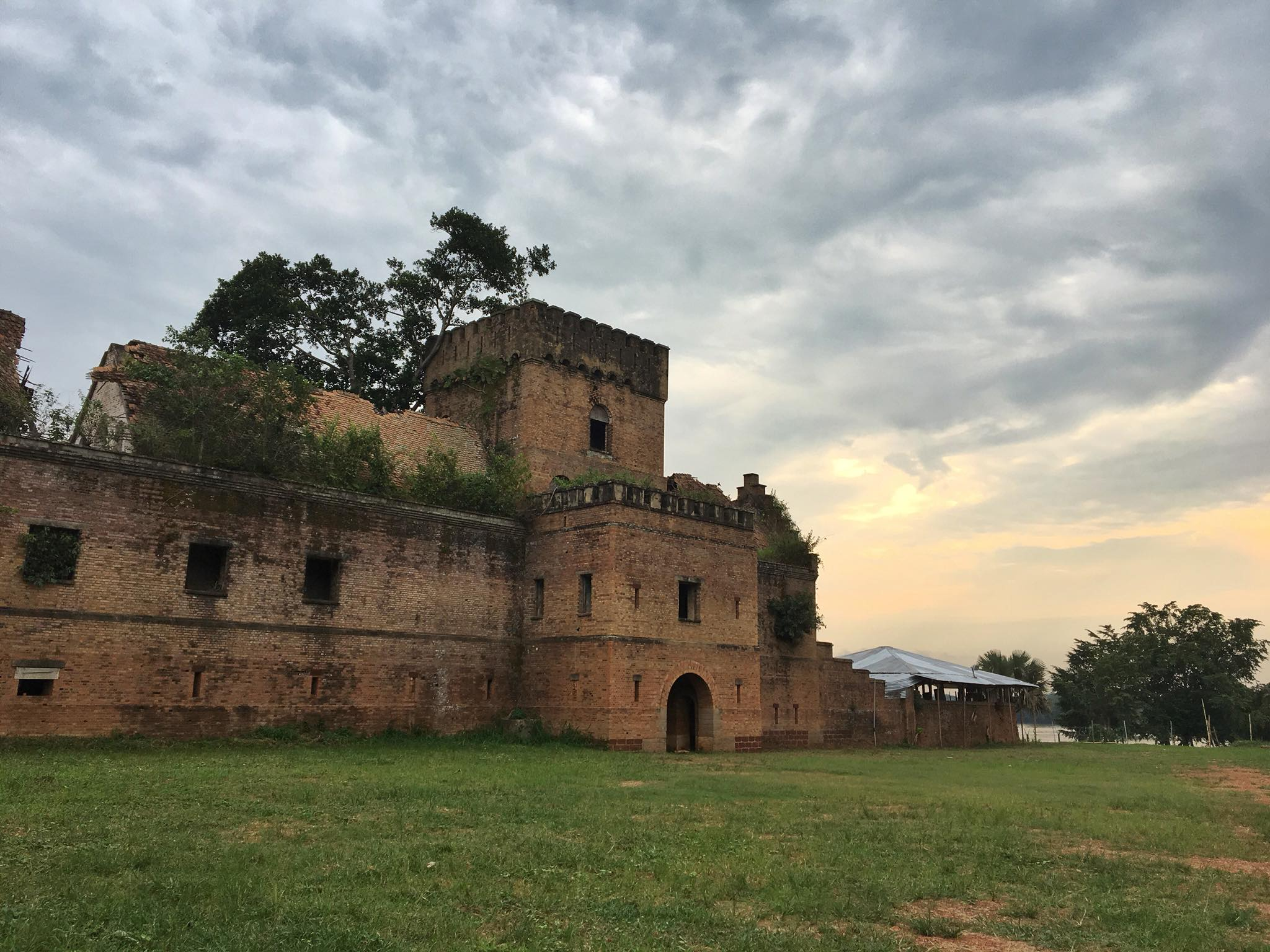
Castello di Dungu
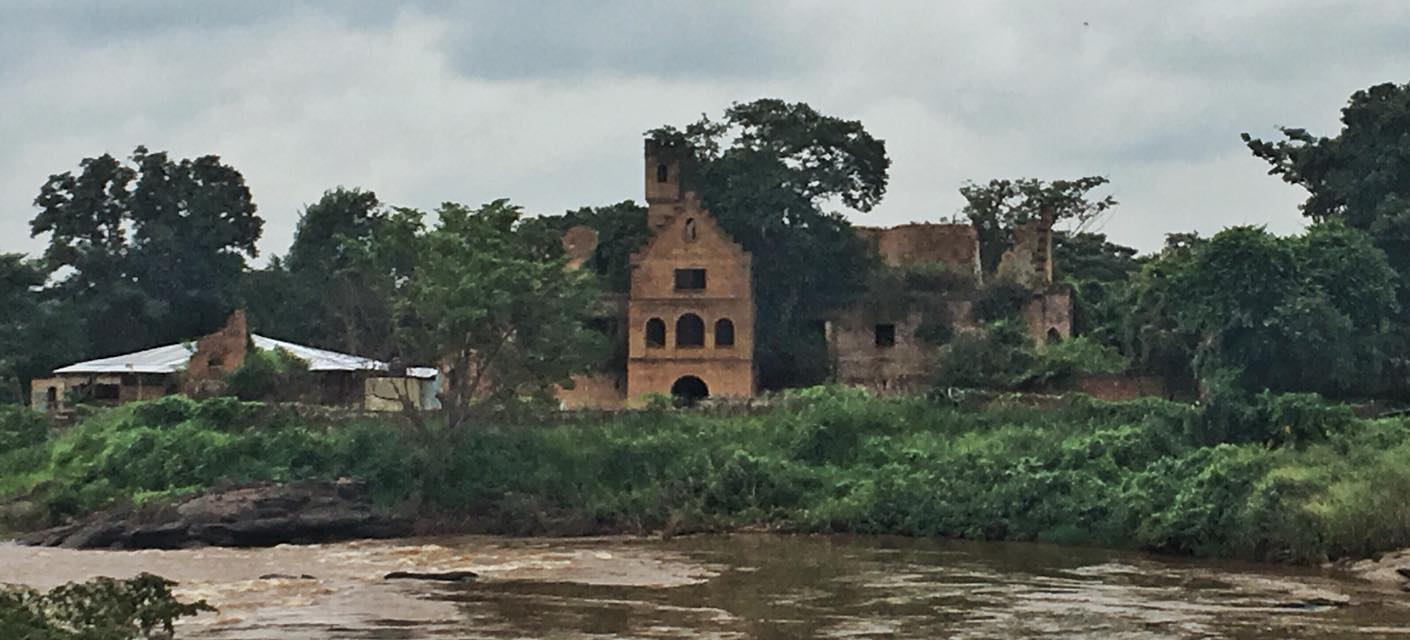
Castello di Dungu (vista dal fiume)
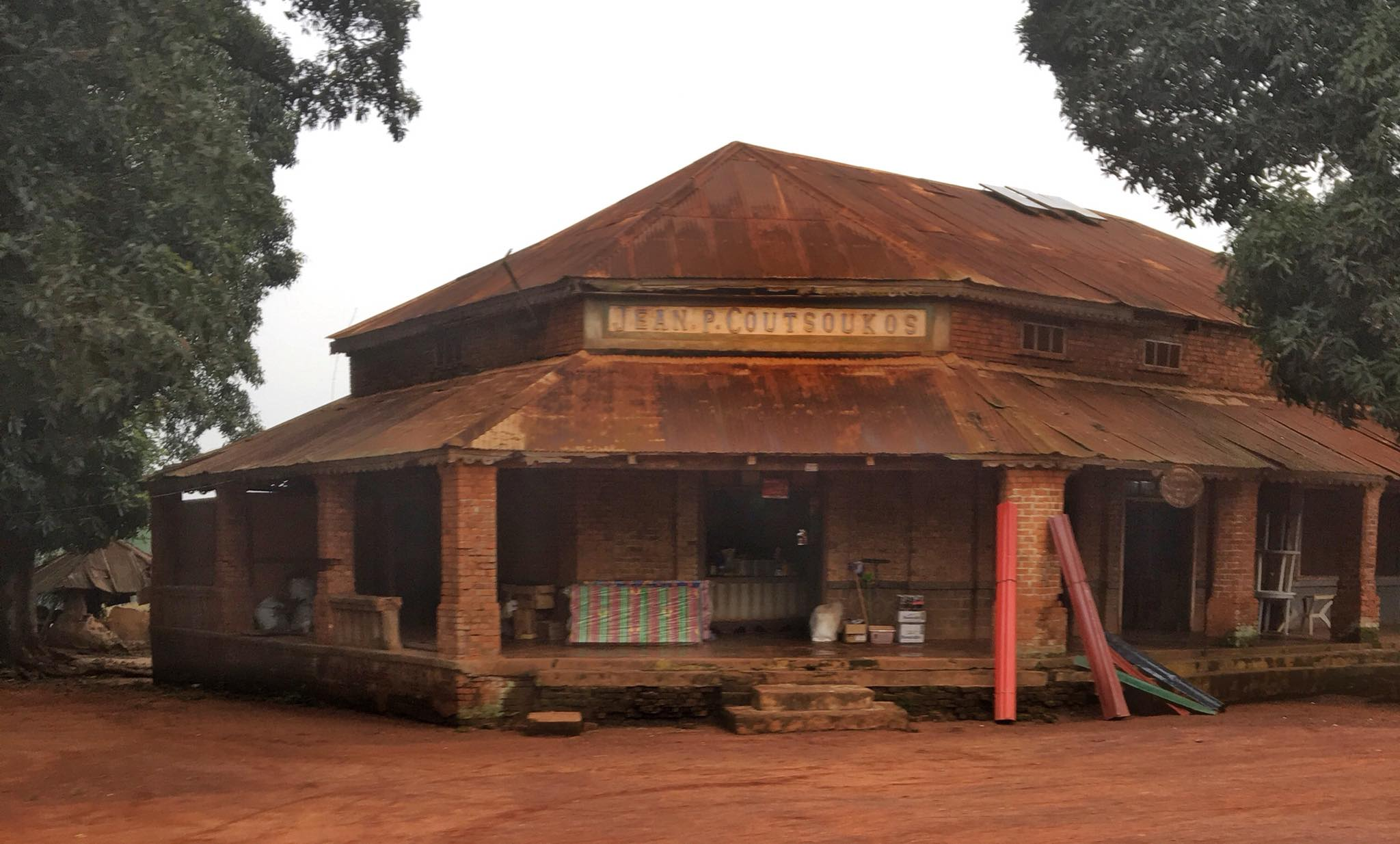
Antico emporio greco
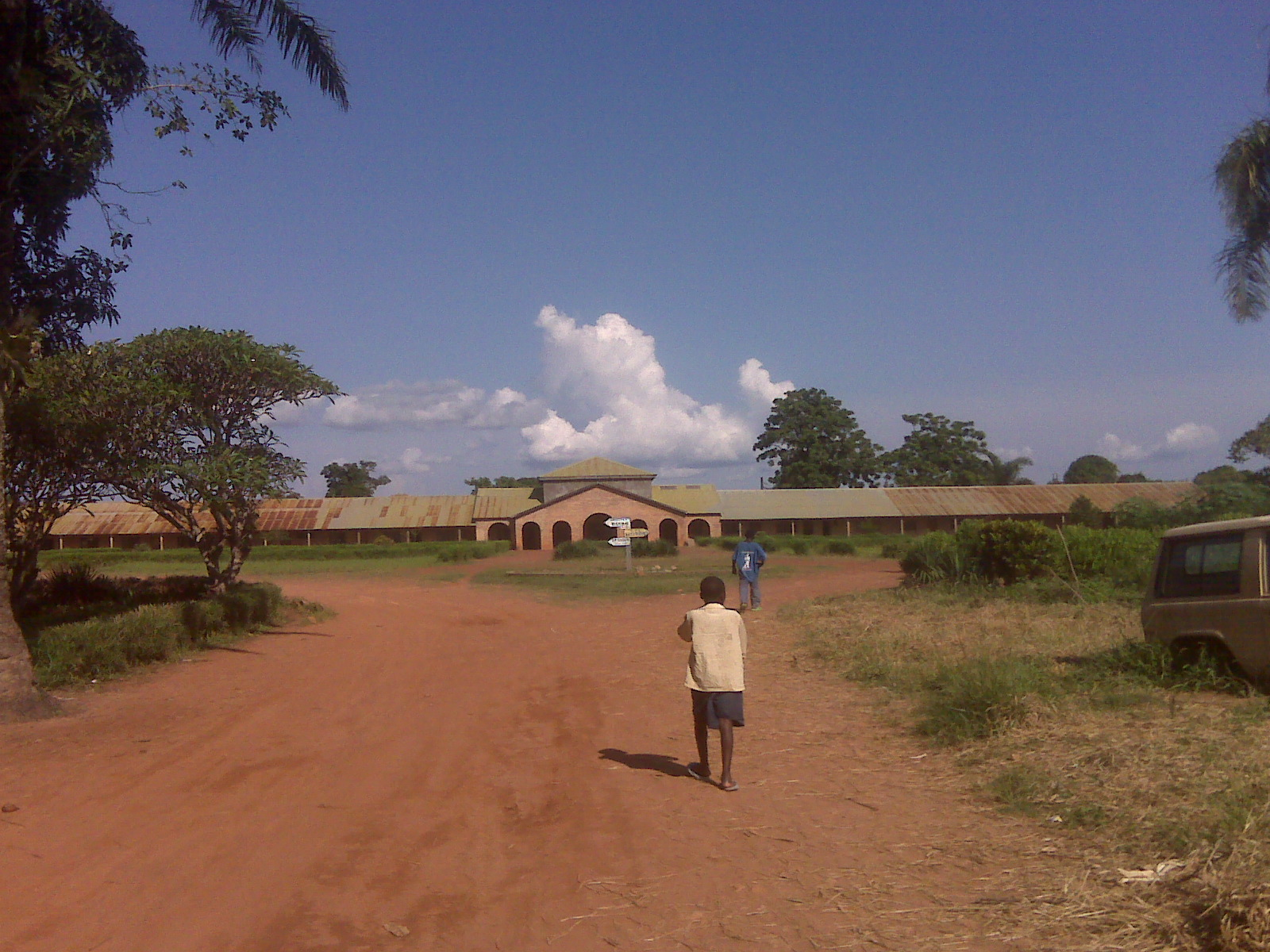
Un edificio coloniale
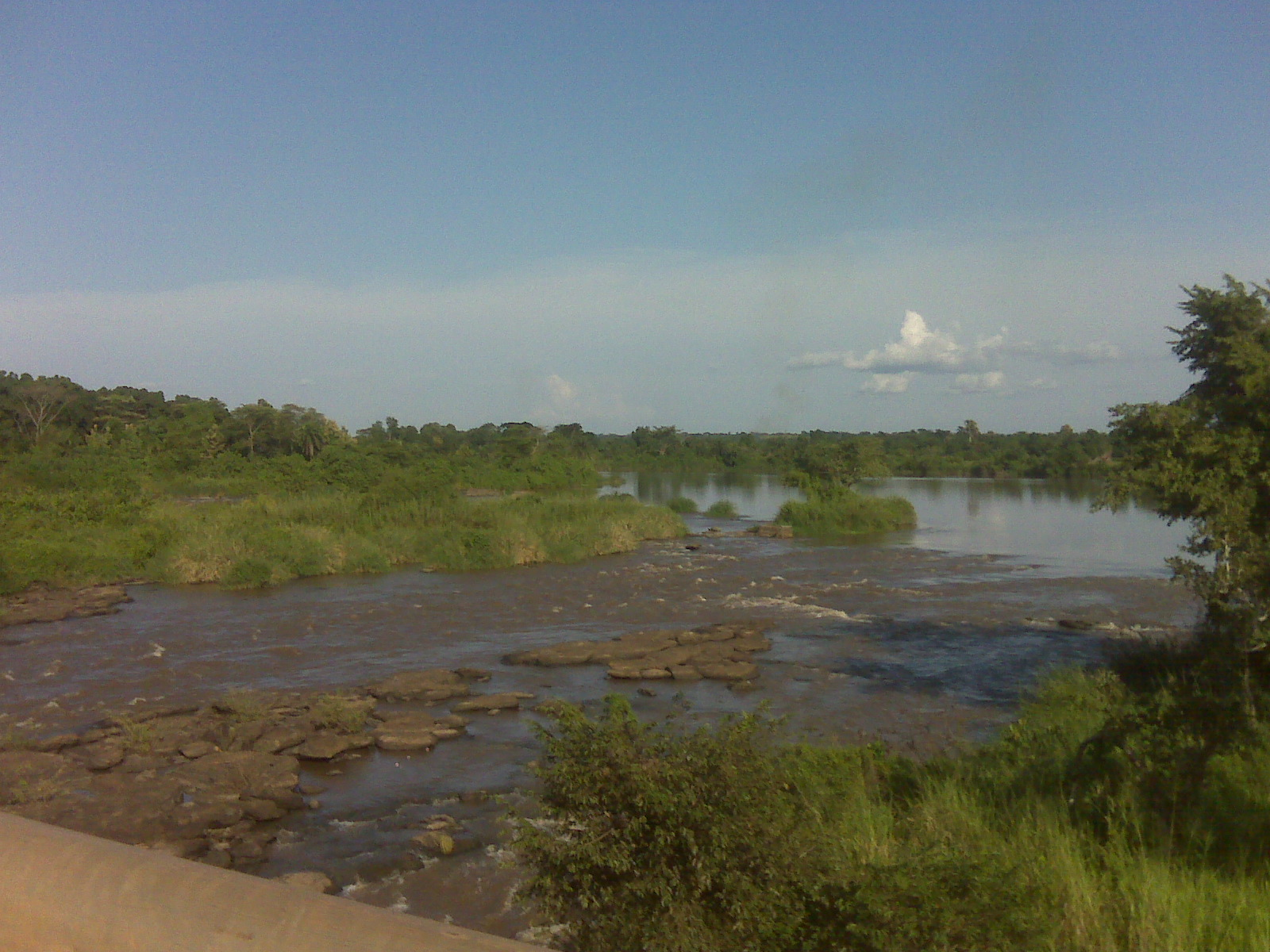
Il fiume Dungu
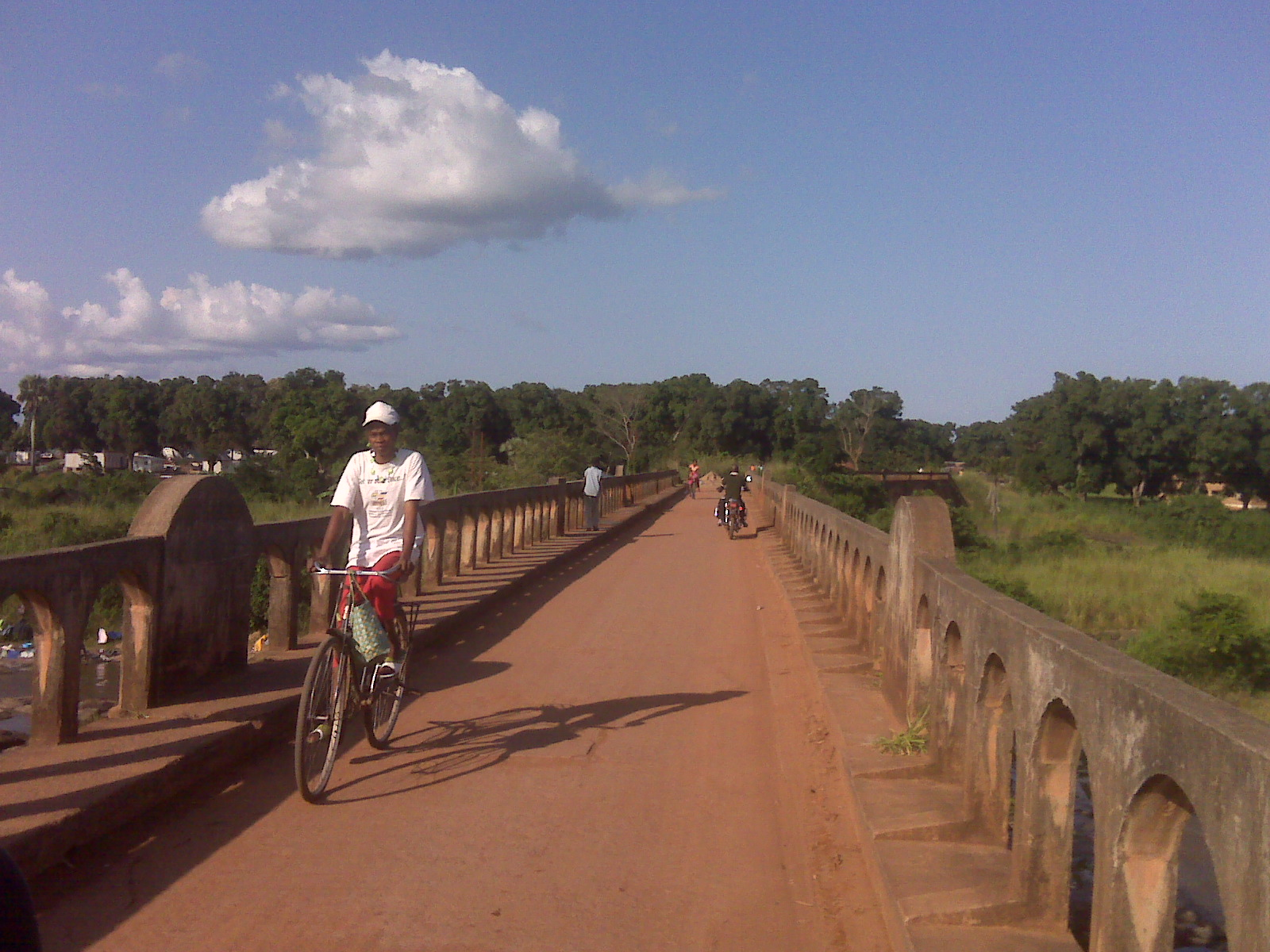
Il ponte sul fiume Dungu
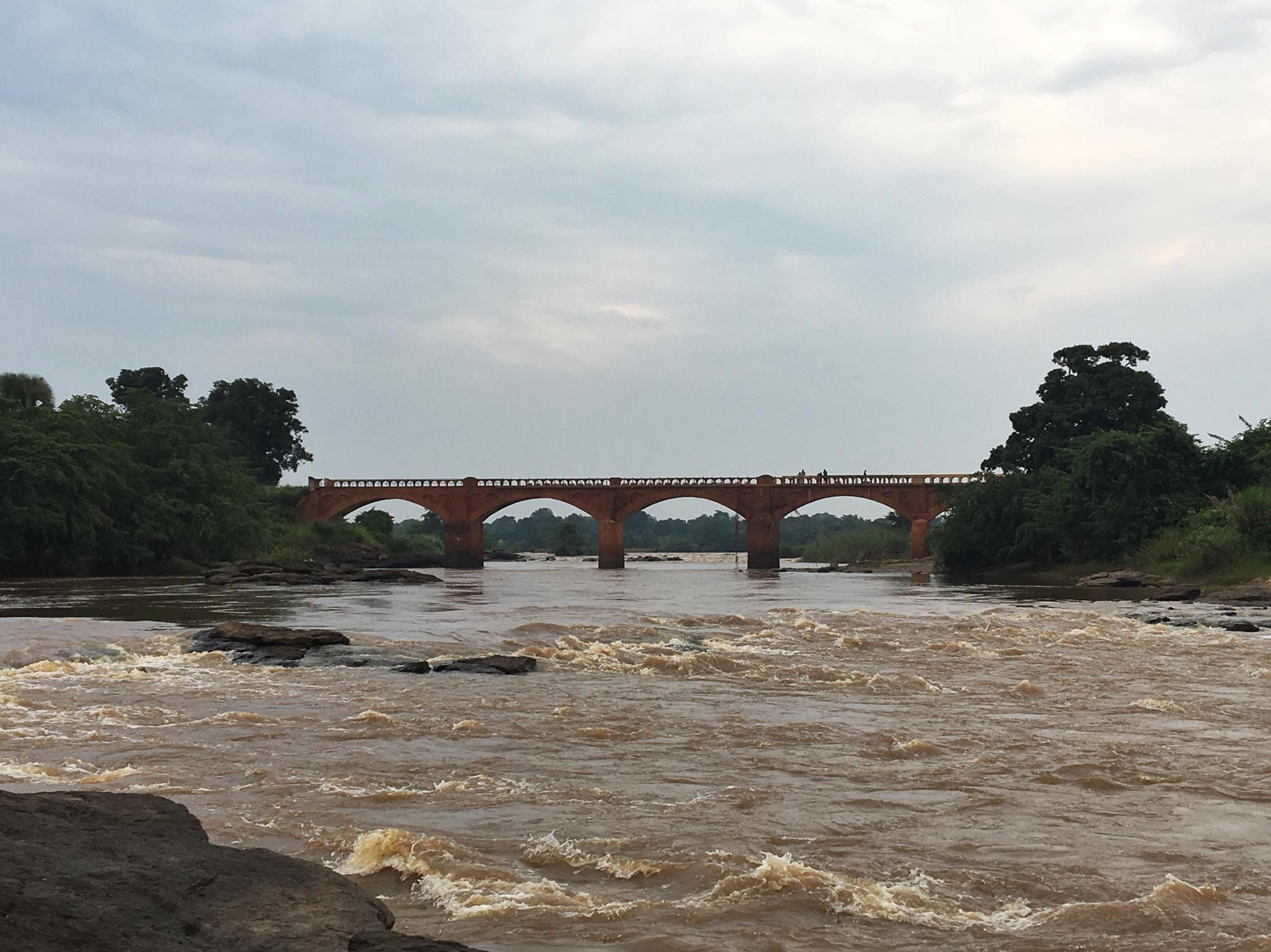
Ponte sul fiume Dungu